# バンジャル語
バンジャル語（バンジャルご、バンジャル語：Basa Banjar、英語: Banjar language）はマレー・ポリネシア語派に属する言語である。インドネシアの南カリマンタン州に居住するバンジャル人の母語である。

## 言語名別称
- Bandjarese
- Banjar Malay
- Banjarese
- Labuhan

## 方言
- Kuala (bjn-kua)
- Hulu (bjn-hul)